# Hirotsu Ryūrō

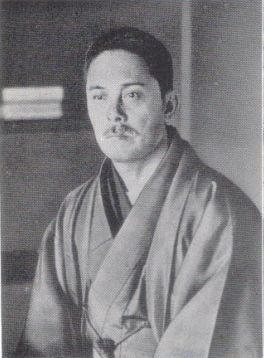
Hirotsu Ryūrō

Hirotsu Ryūrō (japanisch 広津 柳浪; * 15. Juli 1861 in Nagasaki; † 25. Oktober 1928) war ein japanischer Schriftsteller.

## Leben
Hirotsu Ryūrō verließ 1874 Nagasaki und ging nach Tōkyō, wo er 1877 seinen Schulabschluss machte. Von 1881 bis 185 war er Beamter im Ministerium für Landwirtschaft und Handel. 1889 traf Hirotsu Ozaki Kōyō und schloss sich der literarischen Gruppe Ken'yūsha an.
1895 publizierte Hirotsu zwei Geschichten, die ihm breite literarische Anerkennung einbrachten: „Erzählung von merkwürdigen Augen“ (変目伝, Heme-den) und „Schwarze Eidechsen“ (黒蜥蜴, Kuro-tokage). Das waren die ersten seiner zahlreichen „tragischen Romane“ (悲惨小説, Hisan shōsetsu), unter denen „Doppelselbstmord in Imado“ (今戸心中, Imado shinjū) die bekannteste ist.
Ohne Pazifist zu sein, spiegelt er in späteren Werken wie Hikokumin (Ein unpatriotischer Mann) die Kriegsmüdigkeit in Japan nach dem Chinesisch-Japanischen Krieg wider. Mit ihrer melodramatischen Handlung, gebrochenen Helden und tragischen Ausgängen waren seine Romane sehr erfolgreich und beliebt. Dennoch hörte er nach 1908 auf zu schreiben.
Hirotsus Erzählungen sind nie ganz frei von Einflüssen der Unterhaltungsliteratur, der „Gesaku“ der Edo- und frühen Meiji-Zeit. Sie sind voll von Übertreibungen und Unglaubwürdigkeiten, übertrieben romantisch, melodramatisch. Die Geschichten werden getrieben von leidigen Erfahrungen und enden in einem zerstörenden Schicksal.
Auch sein Sohn Hirotsu Kazuo wurde als Schriftsteller bekannt.